# Unione Calcio Sampdoria 2011-2012
Questa voce raccoglie le informazioni riguardanti l'Unione Calcio Sampdoria nelle competizioni ufficiali della stagione 2011-2012.

## Stagione

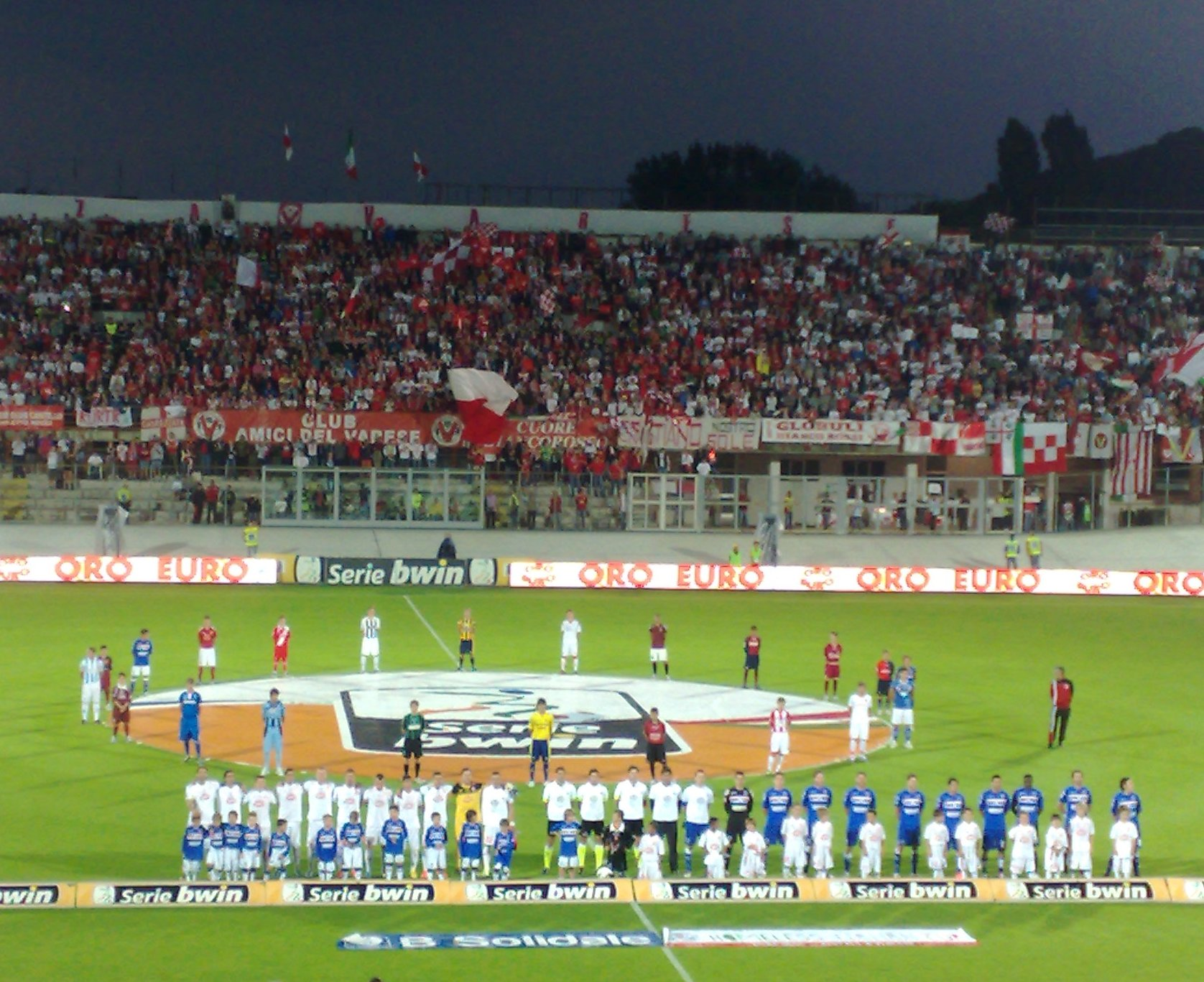
Sampdoria e in campo prima della finale di ritorno dei play-off.

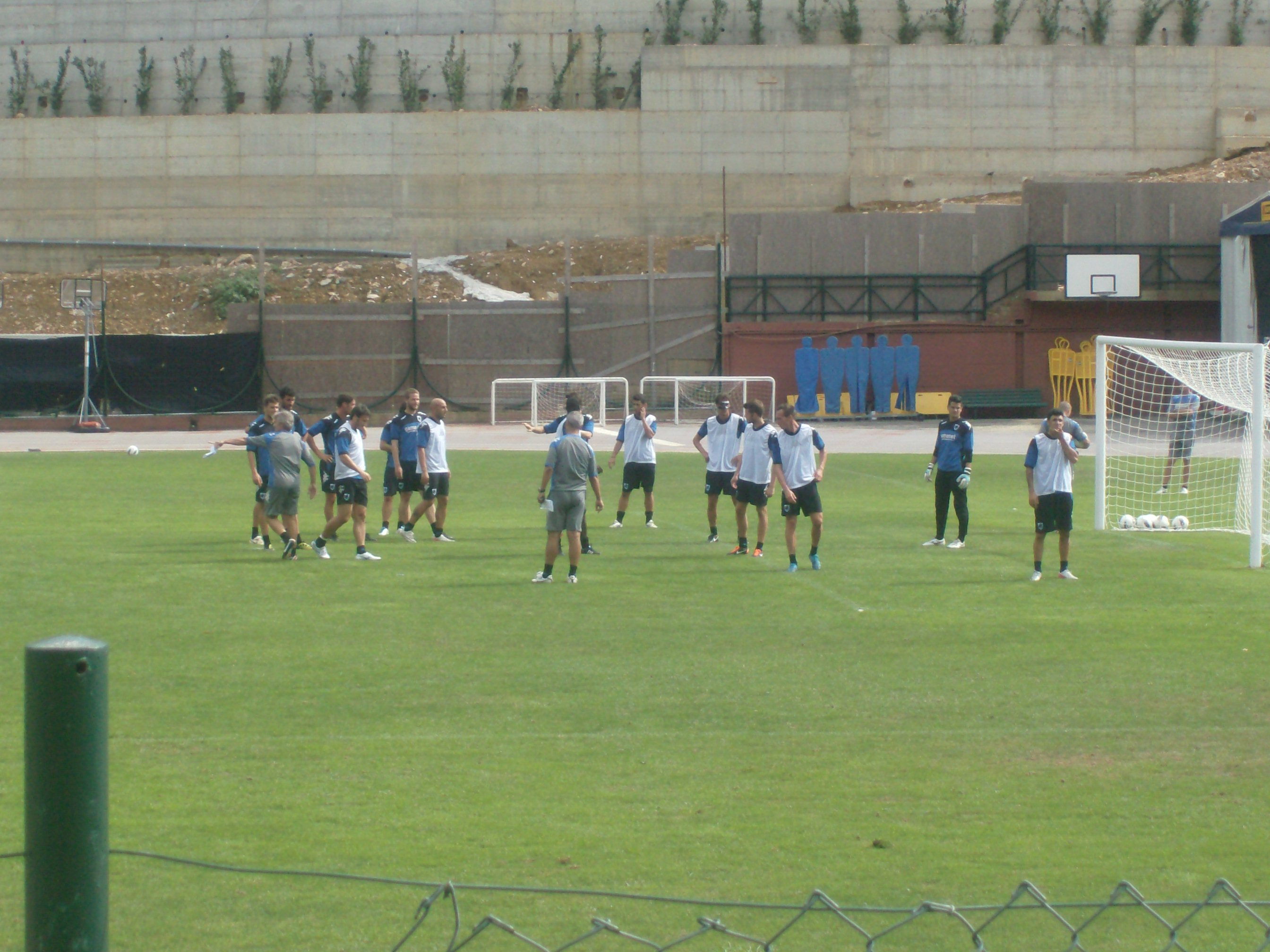
Allenamento della squadra diretto da Atzori

Il 4 settembre 2011, nella terza giornata di Serie B, la Sampdoria sconfigge il Gubbio per 6-0: è questo il più largo successo interno nel campionato cadetto, dopo il 5-0 contro Parma (17 febbraio 1980) e Brescia (7 febbraio 1982). Dopo l'esonero di Atzori, avvenuto il 13 novembre, la conduzione tecnica è affidata a Giuseppe Iachini.
L'aritmetica qualificazione ai play-off viene raggiunta con due turni di anticipo, grazie alla vittoria contro la Juve Stabia. Il piazzamento della stagione regolare è il sesto posto. Sconfitto il Sassuolo nelle semifinali, con una vittoria casalinga e un pareggio esterno, la Sampdoria incontra il Varese: il doppio confronto si risolve con due successi blucerchiati, per 3-2 a Genova e per 1-0 in Lombardia. Il club torna quindi in massima serie dopo un solo anno di assenza.
In Coppa Italia, è eliminata al terzo turno dall'Empoli.

## Divise e sponsor
Lo sponsor tecnico per la stagione 2011-2012 è Kappa, mentre lo sponsor ufficiale è Gamenet.
| Casa | Trasferta | Terza Divisa | Portiere |

## Organigramma societario
Consiglio di Amministrazione
- Presidente: Riccardo Garrone
- Vicepresidente Vicario: Edoardo Garrone
- Vice presidente: Fabrizio Parodi
- Consiglieri: Vittorio Garrone, Emanuele Repetto, Giorgio Vignolo, Monica Mondini, Enrico Cisnetto, Antonio Guastoni

Area organizzativa
- Direttore Organizzativo e Segretario Generale: Umberto Marino
- Segretario Sportivo: Massimo Cosentino
- Team manager: Giorgio Ajazzone

Area Amministrativa
- Direttore Amministrativo: Filippo Spitaleri

Area comunicazione
- Direttore Comunicazione: Alberto Marangon
- Ufficio Stampa: Matteo Gamba

Area marketing
- Direttore Marketing: Marco Caroli
- Ufficio marketing: Giuseppe Croce, Christian Monti, Angelo Catanzano

Area tecnica
- Direttore sportivo: Pasquale Sensibile
- Coordinatore Area Tecnica: Domenico Teti
- Responsabile Osservatori: Mattia Baldini
- Responsabile Video-analisi: Giuseppe Bugatti
- Allenatore: Gianluca Atzori, poi Giuseppe Iachini
- Allenatore in seconda: Andrea Bergamo, poi Giuseppe Carillo
- Collaboratore tecnico: Flavio Giampieretti
- Collaboratore tecnico: Carlo Simionato
- Preparatore atletico: Simone Lucchesi, poi Fabrizio Tafani e Simone Lucchesi
- Preparatore dei portieri: Andrea Sardini, poi Paolo Viviani

Area sanitaria
- Responsabile Medico: Dott. Amedeo Baldari
- Medici sociali: Dott. Claudio Mazzola, Dott. Gian Edilio Solimei
- Massaggiatori e Fisioterapisti: Marco Bertuzzi, Mauro Doimi, Maurizio Lo Biundo

Settore Giovanile
- Responsabile Tecnico: Fabio Lupo
- Responsabile Organizzativo: Alessandro Pizzoli
- Segretario Settore Giovanile: Alessandro Terzi
- Coordinatore Medico Settore Giovanile: Dott. Davide Mantovani

## Rosa
| N. |                     | Ruolo | Calciatore                   |
| -- | ------------------- | ----- | ---------------------------- |
| 1  | Brasile (bandiera)  | P     | Angelo da Costa              |
| 3  | Italia (bandiera)   | D     | Andrea Costa                 |
| 4  | Svizzera (bandiera) | C     | Marco Padalino               |
| 5  | Italia (bandiera)   | D     | Pietro Accardi               |
| 5  | Brasile (bandiera)  | D     | Renan                        |
| 6  | Italia (bandiera)   | D     | Massimo Volta                |
| 7  | Italia (bandiera)   | C     | Paolo Castellini             |
| 8  | Italia (bandiera)   | C     | Andrea Poli                  |
| 8  | Germania (bandiera) | D     | Shkodran Mustafi             |
| 9  | Italia (bandiera)   | A     | Nicola Pozzi (vice-capitano) |
| 10 | Italia (bandiera)   | C     | Pasquale Foggia              |
| 11 | Ungheria (bandiera) | C     | Vladimir Koman               |
| 11 | Italia (bandiera)   | C     | Gianni Munari                |
| 13 | Svizzera (bandiera) | D     | Gaetano Berardi              |
| 14 | Spagna (bandiera)   | C     | Pedro Obiang                 |
| 16 | Italia (bandiera)   | A     | Salvatore Foti               |
| 16 | Grecia (bandiera)   | C     | Savvas Gentzoglou            |
| 17 | Italia (bandiera)   | C     | Angelo Palombo               |
| 18 | Ungheria (bandiera) | C     | Zsolt Laczkó                 |
| 19 | Uruguay (bandiera)  | A     | Bruno Fornaroli              |

| N. |                      | Ruolo | Calciatore                     |
| -- | -------------------- | ----- | ------------------------------ |
| 20 | Argentina (bandiera) | P     | Sergio Romero                  |
| 21 | Italia (bandiera)    | C     | Roberto Soriano                |
| 22 | Italia (bandiera)    | A     | Cristian Bertani               |
| 23 | Italia (bandiera)    | C     | Daniele Dessena                |
| 23 | Brasile (bandiera)   | A     | Éder                           |
| 25 | Serbia (bandiera)    | C     | Nenad Krstičić                 |
| 28 | Italia (bandiera)    | D     | Daniele Gastaldello (capitano) |
| 29 | Argentina (bandiera) | C     | Juan Antonio                   |
| 32 | Italia (bandiera)    | A     | Massimo Maccarone              |
| 33 | Italia (bandiera)    | C     | Andrea Rispoli                 |
| 34 | Italia (bandiera)    | C     | Paolo Sammarco                 |
| 35 | Svizzera (bandiera)  | D     | Jonathan Rossini               |
| 44 | Italia (bandiera)    | P     | Vincenzo Fiorillo              |
| 77 | Italia (bandiera)    | C     | Franco Semioli                 |
| 81 | Italia (bandiera)    | C     | Simone Bentivoglio             |
| 88 | Italia (bandiera)    | C     | Francesco Signori              |
| 90 | Italia (bandiera)    | A     | Federico Piovaccari            |
| 92 | Italia (bandiera)    | P     | Andrea Tozzo                   |
| 98 | Argentina (bandiera) | A     | Mauro Icardi                   |
| 99 | Italia (bandiera)    | A     | Graziano Pellè                 |

## Calciomercato

### Sessione estiva(dall'1/7 all'1/9)
Durante il calciomercato estivo vengono ceduti molti elementi tra cui Luciano Zauri e Federico Macheda (fine prestiti), Fernando Tissone, Jonathan Biabiany, Andrea Poli, Reto Ziegler, Daniele Mannini, Stefano Guberti, Stefano Lucchini, Paolo Sammarco e Gianluca Curci; al loro posto vengono acquistati Cristian Bertani, Federico Piovaccari, Simone Bentivoglio, Sergio Romero, Pasquale Foggia, Paolo Castellini, Andrea Costa, Andrea Rispoli e fanno ritorno dai rispettivi prestiti Roberto Soriano, Francesco Signori, Pietro Accardi, Vincenzo Fiorillo, Jonathan Rossini, Bruno Fornaroli e Salvatore Foti che vanno a completare la rosa.
| Acquisti | Acquisti            | Acquisti   | Acquisti      |
| R.       | Nome                | da         | Modalità      |
| -------- | ------------------- | ---------- | ------------- |
| P        | Vincenzo Fiorillo   | Spezia     | fine prestito |
| P        | Daniele Padelli     | Bari       | fine prestito |
| P        | Sergio Romero       | AZ Alkmaar | definitivo    |
| D        | Vasco Regini        | Foggia     | fine prestito |
| D        | Marius Stankevičius | Valencia   | fine prestito |
| D        | Fabrizio Cacciatore | Siena      | fine prestito |
| D        | Jonathan Rossini    | Sassuolo   | fine prestito |
| D        | Pietro Accardi      | Brescia    | fine prestito |
| D        | Andrea Costa        | Reggina    | prestito      |
| C        | Roberto Soriano     | Empoli     | fine prestito |
| C        | Francesco Signori   | Modena     | fine prestito |
| C        | Paolo Sammarco      | Cesena     | fine prestito |
| C        | Andrea Rispoli      | Parma      | prestito      |
| C        | Paolo Castellini    | Parma      | prestito      |
| C        | Simone Bentivoglio  | Chievo     | prestito      |
| C        | Pasquale Foggia     | Lazio      | prestito      |
| C        | Oscar Branzani      | Taranto    | definitivo    |
| A        | Salvatore Foti      | Empoli     | fine prestito |
| A        | Bruno Fornaroli     | Nacional   | fine prestito |
| A        | Alessandro Romeo    | Ascoli     | definitivo    |
| A        | Federico Piovaccari | Cittadella | definitivo    |
| A        | Cristian Bertani    | Novara     | definitivo    |

| Cessioni | Cessioni            | Cessioni       | Cessioni          |
| R.       | Nome                | a              | Modalità          |
| -------- | ------------------- | -------------- | ----------------- |
| P        | Gianluca Curci      | Roma           | definitivo        |
| P        | Daniele Padelli     | Udinese        | prestito          |
| D        | Reto Ziegler        |                | svincolato        |
| D        | Luciano Zauri       | Lazio          | fine prestito     |
| D        | Gilberto Martínez   | Brescia        | fine prestito     |
| D        | Romano Perticone    | Livorno        | fine prestito     |
| D        | Stefano Lucchini    | Atalanta       | definitivo        |
| D        | Marius Stankevičius | Lazio          | definitivo        |
| D        | Fabrizio Cacciatore | Varese         | prestito          |
| D        | Vasco Regini        | Empoli         | prestito          |
| D        | Vedran Celjak       | Pergocrema     | prestito          |
| D        | Gianluigi Bianco    | Grosseto       | prestito          |
| C        | Stefano Guberti     | Roma           | definitivo        |
| C        | Daniele Mannini     | Napoli         | definitivo        |
| C        | Oscar Branzani      | Cittadella     | compartecipazione |
| C        | Paolo Sammarco      | Chievo         | prestito          |
| C        | Andrea Poli         | Inter          | prestito          |
| C        | Fernando Tissone    | Maiorca        | prestito          |
| A        | Federico Macheda    | Manchester Utd | fine prestito     |
| A        | Mattia Mustacchio   | Vicenza        | compartecipazione |
| A        | Jonathan Biabiany   | Parma          | prestito          |
| A        | Simone Zaza         | Juve Stabia    | prestito          |
| A        | Alessandro Romeo    | Ascoli         | prestito          |
| A        | Emanuele Testardi   | Pergocrema     | prestito          |

### Sessione invernale(dal 3/1 al 31/1)
Nel girone di andata, la squadra non riesce a trovare continuità nei risultati, mostrando un pessimo gioco di squadra, che portò la squadra nella parte destra della classifica del campionato cadetto. Visto che l'obbiettivo di inizio stagione era la promozione, la società decide di operarare una vera e propria rivoluzione durante il calciomercato di gennaio acquistando e cedendo molti giocatori. Tra le varie cessioni ci furono quelle di: Pietro Accardi, Vladimir Koman, Salvatore Foti, Angelo Palombo, Daniele Dessena, Massimo Maccarone, Simone Bentivoglio, Francesco Signori e Federico Piovaccari. Tra i nuovi acquisti, invece, figurarono: Renan Garcia, Shkodran Mustafi, Gianni Munari, Gaetano Berardi, Savvas Gentzoglou, Éder, Juan Antonio e Graziano Pellè.
| Acquisti | Acquisti          | Acquisti    | Acquisti      |
| R.       | Nome              | da          | Modalità      |
| -------- | ----------------- | ----------- | ------------- |
| D        | Gaetano Berardi   | Brescia     | definitivo    |
| D        | Shkodran Mustafi  | Everton     | definitivo    |
| D        | Gianluigi Bianco  | Grosseto    | fine prestito |
| C        | Renan             | CFR Cluj    | prestito      |
| C        | Gianni Munari     | Fiorentina  | definitivo    |
| C        | Savvas Gentzoglou | AEK Atene   | definitivo    |
| A        | Juan Antonio      | Brescia     | definitivo    |
| A        | Éder              | Cesena      | prestito      |
| A        | Graziano Pellè    | Parma       | prestito      |
| A        | Simone Zaza       | Juve Stabia | fine prestito |
| A        | Emanuele Testardi | Pergocrema  | fine prestito |

| Cessioni | Cessioni            | Cessioni  | Cessioni      |
| R.       | Nome                | a         | Modalità      |
| -------- | ------------------- | --------- | ------------- |
| D        | Pietro Accardi      | Brescia   | definitivo    |
| D        | Gianluigi Bianco    | Vicenza   | prestito      |
| C        | Angelo Palombo      | Inter     | prestito      |
| C        | Daniele Dessena     | Cagliari  | definitivo    |
| C        | Simone Bentivoglio  | Chievo    | fine prestito |
| C        | Vladimir Koman      | Monaco    | definitivo    |
| C        | Francesco Signori   | Modena    | prestito      |
| A        | Massimo Maccarone   | Empoli    | prestito      |
| A        | Federico Piovaccari | Brescia   | prestito      |
| A        | Salvatore Foti      | Brescia   | prestito      |
| A        | Simone Zaza         | Viareggio | prestito      |
| A        | Emanuele Testardi   | Siracusa  | prestito      |

## Risultati

### Serie B[13]

#### Girone di andata
| Arbitro: | Pinzani (Empoli) |

|                         |           |                           |
| Bertani 42’ Palombo 53’ | Marcatori | 47’ Milanetto 67’ Schiavi |

| Livorno 30 agosto 2011, ore 20:45 UTC+1 2ª giornata | Livorno                      | 0 – 0 referto | Sampdoria | Stadio Armando Picchi (7.810 spett.)\| Arbitro: \| Tommasi (Bassano del Grappa) \| |
| Arbitro:                                            | Tommasi (Bassano del Grappa) |               |           |                                                                                    |

| Arbitro: | Calvarese (Teramo) |

|                                                                        |           |  |
| Pozzi 13’ (rig.), 64’ Volta 18’ Bertani 44’ (rig.), 60’ Piovaccari 75’ | Marcatori |  |

| Arbitro: | Giancola (Vasto) |

|            |           |                           |
| Tavano 38’ | Marcatori | 6’, 54’ Pozzi 17’ Bertani |

| Genova 17 settembre 2011, ore 15:00 UTC+1 5ª giornata | Sampdoria        | 0 – 0 referto | Grosseto | Stadio Luigi Ferraris (21.463 spett.)\| Arbitro: \| Ostinelli (Como) \| |
| Arbitro:                                              | Ostinelli (Como) |               |          |                                                                         |

| Arbitro: | Candussio (Cervignano del Friuli) |

|           |           |                                             |
| Cissé 79’ | Marcatori | 35’ Foggia 52’ Bertani 58’ (rig.) Maccarone |

| Arbitro: | Tommasi (Bassano del Grappa) |

|           |           |                       |
| Costa 20’ | Marcatori | 41’ Suciu 76’ Bianchi |

| Arbitro: | Velotto (Grosseto) |

|           |           |                  |
| Gomez 35’ | Marcatori | 17’ (rig.) Pozzi |

| Arbitro: | Pinzani (Empoli) |

|                   |           |            |
| Pomini 80’ (aut.) | Marcatori | 16’ Marchi |

| Arbitro: | Ciampi (Roma) |

|                  |           |                           |
| Costa 48’ (aut.) | Marcatori | 53’ Piovaccari 94’ Foggia |

| Genova 22 ottobre 2011, ore 15:00 UTC+1 11ª giornata | Sampdoria            | 0 – 0 referto | Cittadella | Stadio Luigi Ferraris (19.856 spett.)\| Arbitro: \| Palazzino (Ciampino) \| |
| Arbitro:                                             | Palazzino (Ciampino) |               |            |                                                                             |

| Arbitro: | Giacomelli (Trieste) |

|                                                                  |           |                    |
| Di Maio 26’ Castaldo 34’ (rig.) Catania 66’ (rig.) Del Prete 81’ | Marcatori | 80’, 84’ Maccarone |

| Arbitro: | Gallione (Alessandria) |

|                               |           |  |
| Abruzzese 42’ (aut.) Foti 80’ | Marcatori |  |

| Brescia 7 novembre 2011, ore 21:00 UTC+1 14ª giornata | Brescia            | 0 – 0 referto | Sampdoria | Stadio Mario Rigamonti (3.000 spett.)\| Arbitro: \| Calvarese (Teramo) \| |
| Arbitro:                                              | Calvarese (Teramo) |               |           |                                                                           |

| Arbitro: | Giancola (Vasto) |

|  |           |                |
|  | Marcatori | 53’ Martinelli |

| Arbitro: | Velotto (Grosseto) |

|              |           |           |
| Borghese 78’ | Marcatori | 26’ Volta |

| Arbitro: | Massa (Imperia) |

|                 |           |                 |
| Bentivoglio 47’ | Marcatori | 83’ Ciaramitaro |

| Reggio Calabria 3 dicembre 2011, ore 18:00 UTC+1 18ª giornata | Reggina            | 0 – 0 referto | Sampdoria | Stadio Oreste Granillo (5.220 spett.)\| Arbitro: \| Tozzi (Ostia Lido) \| |
| Arbitro:                                                      | Tozzi (Ostia Lido) |               |           |                                                                           |

| Arbitro: | Baracani (Firenze) |

|             |           |         |
| Pozzi 90+3’ | Marcatori | 54’ Sau |

| Arbitro: | Ostinelli (Como) |

|               |           |  |
| Sansovini 67’ | Marcatori |  |

| Arbitro: | Candussio (Cervignano del Friuli) |

|  |           |               |
|  | Marcatori | 90+1’ Damonte |

#### Girone di ritorno
| Arbitro: | Ciampi (Roma) |

|          |           |                       |
| Bovo 62’ | Marcatori | 18’ Pozzi 56’ Bertani |

| Arbitro: | Nasca (Bari) |

|           |           |              |
| Pozzi 55’ | Marcatori | 81’ Paulinho |

| Gubbio 28 gennaio 2012, ore 15:00 UTC+1 24ª giornata | Gubbio             | 0 – 0 referto | Sampdoria | Stadio Pietro Barbetti (3.977 spett.)\| Arbitro: \| Tozzi (Ostia Lido) \| |
| Arbitro:                                             | Tozzi (Ostia Lido) |               |           |                                                                           |

| Arbitro: | Giancola (Vasto) |

|                 |           |  |
| Gastaldello 67’ | Marcatori |  |

| Arbitro: | Pinzani (Empoli) |

|  |           |            |
|  | Marcatori | 67’ Foggia |

| Arbitro: | Palazzino (Ciampino) |

|           |           |  |
| Pozzi 25’ | Marcatori |  |

| Arbitro: | Massa (Imperia) |

|                              |           |             |
| Antenucci 20’ Meggiorini 86’ | Marcatori | 67’ Antonio |

| Arbitro: | Calvarese (Teramo) |

|                |           |  |
| Pozzi 33’, 53’ | Marcatori |  |

| Modena 10 marzo 2012, ore 15:00 UTC+1 30ª giornata | Sassuolo      | 0 – 0 referto | Sampdoria | Stadio Alberto Braglia (5.106 spett.)\| Arbitro: \| Ciampi (Roma) \| |
| Arbitro:                                           | Ciampi (Roma) |               |           |                                                                      |

| Genova 17 marzo 2011, ore 15:00 UTC+1 31ª giornata | Sampdoria    | 0 – 0 referto | Ascoli | Stadio Luigi Ferraris (19.796 spett.)\| Arbitro: \| Nasca (Bari) \| |
| Arbitro:                                           | Nasca (Bari) |               |        |                                                                     |

| Arbitro: | Baratta (Salerno) |

|                       |           |                |
| Di Roberto 38’ (rig.) | Marcatori | 34’, 44’ Pellè |

| Arbitro: | Baracani (Firenze) |

|               |           |  |
| Pellè 6’, 26’ | Marcatori |  |

| Arbitro: | Candussio (Cervignano del Friuli) |

|           |           |  |
| Eramo 94’ | Marcatori |  |

| Arbitro: | Ostinelli (Como) |

|                      |           |  |
| Pozzi 12’ Foggia 71’ | Marcatori |  |

| Arbitro: | Cervellera (Taranto) |

|             |           |          |
| Gavazzi 65’ | Marcatori | 36’ Éder |

| Arbitro: | Ciampi (Roma) |

|               |           |  |
| Éder 47’, 87’ | Marcatori |  |

| Arbitro: | Pinzani (Empoli) |

|  |           |                    |
|  | Marcatori | 74’ Éder 83’ Pozzi |

| Arbitro: | Palazzino (Ciampino) |

|                                   |           |            |
| Angella 13’ (aut.) Pozzi 36’, 60’ | Marcatori | 72’ Melara |

| Arbitro: | Giancola (Vasto) |

|         |           |                       |
| Zito 1’ | Marcatori | 51’ Munari 84’ Icardi |

| Arbitro: | Tommasi (Bassano del Grappa) |

|             |           |                               |
| Antonio 83’ | Marcatori | 18’, 61’ Caprari 29’ Immobile |

| Arbitro: | Baracani (Firenze) |

|                                                       |           |             |
| Martinetti 16’ (rig.) Terlizzi 24’ (rig.) Momentè 91’ | Marcatori | 20’ Soriano |

#### Play-off
| Arbitro: | Ostinelli (Como) |

|                    |           |                  |
| Éder 46’ Pozzi 55’ | Marcatori | 34’ (aut.) Pozzi |

| Arbitro: | Tommasi (Bassano del Grappa) |

|            |           |                 |
| Valeri 62’ | Marcatori | 8’ (rig.) Pozzi |

| Arbitro: | Giacomelli (Trieste) |

|                                |           |                       |
| Gastaldello 21’, 81’ Pozzi 47’ | Marcatori | 24’ Rivas 56’ De Luca |

| Arbitro: | Calvarese (Teramo) |

|  |           |             |
|  | Marcatori | 90+1’ Pozzi |

### Coppa Italia
| Arbitro: | Irrati (Pistoia) |

|                                        |           |                         |
| Maccarone 13’ Accardi 83’ Sammarco 95’ | Marcatori | 55’ Simeoni 90’ Martini |

| Arbitro: | Damato (Barletta) |

|                             |           |           |
| Buscè 48’ Tavano 77’ (rig.) | Marcatori | 61’ Pozzi |

## Statistiche
Statistiche aggiornate al 9 giugno 2012

### Statistiche di squadra
| Competizione | Punti | In casa | In casa | In casa | In casa | In casa | In casa | In trasferta | In trasferta | In trasferta | In trasferta | In trasferta | In trasferta | Totale | Totale | Totale | Totale | Totale | Totale | DR  |
| Competizione | Punti | G       | V       | N       | P       | Gf      | Gs      | G            | V            | N            | P            | Gf           | Gs           | G      | V      | N      | P      | Gf     | Gs     | DR  |
| ------------ | ----- | ------- | ------- | ------- | ------- | ------- | ------- | ------------ | ------------ | ------------ | ------------ | ------------ | ------------ | ------ | ------ | ------ | ------ | ------ | ------ | --- |
| Serie B      | 67    | 21      | 9       | 8       | 4       | 29      | 14      | 21           | 8            | 8            | 5            | 24           | 20           | 42     | 17     | 16     | 9      | 53     | 34     | +19 |
| Play-off     |       | 2       | 2       | 0       | 0       | 5       | 3       | 2            | 1            | 1            | 0            | 2            | 1            | 4      | 3      | 1      | 0      | 7      | 4      | +3  |
| Coppa Italia |       | 1       | 1       | 0       | 0       | 3       | 2       | 1            | 0            | 0            | 1            | 1            | 2            | 2      | 1      | 0      | 1      | 4      | 4      | 0   |
| Totale       | -     | 24      | 12      | 8       | 4       | 37      | 19      | 24           | 9            | 9            | 6            | 27           | 23           | 48     | 21     | 17     | 10     | 64     | 42     | +22 |

### Andamento in campionato
| Giornata  | 1  | 2  | 3 | 4 | 5 | 6 | 7 | 8 | 9 | 10 | 11 | 12 | 13 | 14 | 15 | 16 | 17 | 18 | 19 | 20 | 21 | 22 | 23 | 24 | 25 | 26 | 27 | 28 | 29 | 30 | 31 | 32 | 33 | 34 | 35 | 36 | 37 | 38 | 39 | 40 | 41 | 42 |
| --------- | -- | -- | - | - | - | - | - | - | - | -- | -- | -- | -- | -- | -- | -- | -- | -- | -- | -- | -- | -- | -- | -- | -- | -- | -- | -- | -- | -- | -- | -- | -- | -- | -- | -- | -- | -- | -- | -- | -- | -- |
| Luogo     | C  | T  | C | T | C | T | C | T | C | T  | C  | T  | C  | T  | C  | T  | C  | T  | C  | T  | C  | T  | C  | T  | C  | T  | C  | T  | C  | T  | C  | T  | C  | T  | C  | T  | C  | T  | C  | T  | C  | T  |
| Risultato | N  | N  | V | V | N | V | P | N | N | V  | N  | P  | V  | N  | P  | N  | N  | N  | N  | P  | P  | V  | N  | N  | V  | V  | V  | P  | V  | N  | N  | V  | V  | P  | V  | N  | V  | V  | V  | V  | P  | P  |
| Posizione | 11 | 13 | 7 | 6 | 7 | 4 | 6 | 6 | 7 | 5  | 6  | 6  | 6  | 6  | 7  | 7  | 8  | 9  | 9  | 10 | 11 | 9  | 11 | 12 | 12 | 10 | 9  | 10 | 9  | 8  | 9  | 8  | 7  | 8  | 7  | 7  | 7  | 6  | 6  | 6  | 6  | 6  |

Legenda:

Luogo: C = Casa; T = Trasferta. Risultato: V = Vittoria; N = Pareggio; P = Sconfitta.

### Statistiche dei giocatori
| Giocatore      | Serie B  | Serie B | Serie B     | Serie B    | Play-off | Play-off | Play-off    | Play-off   | Coppa Italia | Coppa Italia | Coppa Italia | Coppa Italia | Totale   | Totale | Totale      | Totale     |
| Giocatore      | Presenze | Reti    | Ammonizioni | Espulsioni | Presenze | Reti     | Ammonizioni | Espulsioni | Presenze     | Reti         | Ammonizioni  | Espulsioni   | Presenze | Reti   | Ammonizioni | Espulsioni |
| -------------- | -------- | ------- | ----------- | ---------- | -------- | -------- | ----------- | ---------- | ------------ | ------------ | ------------ | ------------ | -------- | ------ | ----------- | ---------- |
| P. Accardi     | 12       | 0       | 2           | 0          | 0        | 0        | 0           | 0          | 2            | 1            | 0            | 0            | 14       | 1      | 2           | 0          |
| J. Antonio     | 19       | 2       | 3           | 0          | 3        | 0        | 0           | 0          | 0            | 0            | 0            | 0            | 22       | 2      | 3           | 0          |
| S. Bentivoglio | 15       | 1       | 5           | 0          | 0        | 0        | 0           | 0          | 0            | 0            | 0            | 0            | 15       | 1      | 5           | 0          |
| G. Berardi     | 9        | 0       | 5           | 1          | 0        | 0        | 0           | 0          | 0            | 0            | 0            | 0            | 9        | 0      | 5           | 1          |
| C. Bertani     | 30       | 6       | 4           | 0          | 0        | 0        | 0           | 0          | 2            | 0            | 2            | 0            | 32       | 6      | 6           | 0          |
| P. Castellini  | 20       | 0       | 1           | 0          | 0        | 0        | 0           | 0          | 1            | 0            | 0            | 0            | 21       | 0      | 1           | 0          |
| A. Costa       | 25       | 1       | 9           | 1          | 4        | 0        | 1           | 0          | 2            | 0            | 1            | 0            | 31       | 1      | 11          | 1          |
| A. Da Costa    | 15       | -10     | 0           | 0          | 3        | -2       | 2           | 0          | 2            | -4           | 0            | 0            | 20       | -16    | 2           | 0          |
| D. Dessena     | 8        | 0       | 3           | 0          | 0        | 0        | 0           | 0          | 1            | 0            | 0            | 0            | 9        | 0      | 3           | 0          |
| Éder           | 16       | 4       | 1           | 0          | 4        | 1        | 1           | 0          | 0            | 0            | 0            | 0            | 20       | 5      | 2           | 0          |
| V. Fiorillo    | 0        | 0       | 0           | 0          | 0        | 0        | 0           | 0          | 0            | 0            | 0            | 0            | 0        | 0      | 0           | 0          |
| P. Foggia      | 31       | 4       | 6           | 0          | 3        | 0        | 1           | 0          | 0            | 0            | 0            | 0            | 34       | 4      | 7           | 0          |
| B. Fornaroli   | 11       | 0       | 1           | 0          | 0        | 0        | 0           | 0          | 0            | 0            | 0            | 0            | 11       | 0      | 1           | 0          |
| S. Foti        | 3        | 1       | 0           | 0          | 0        | 0        | 0           | 0          | 0            | 0            | 0            | 0            | 3        | 1      | 0           | 0          |
| D. Gastaldello | 26       | 1       | 12          | 0          | 4        | 2        | 1           | 0          | 1            | 0            | 0            | 0            | 31       | 3      | 13          | 0          |
| S. Gentzoglou  | 0        | 0       | 0           | 0          | 0        | 0        | 0           | 0          | 0            | 0            | 0            | 0            | 0        | 0      | 0           | 0          |
| M. Icardi      | 2        | 1       | 0           | 0          | 0        | 0        | 0           | 0          | 0            | 0            | 0            | 0            | 2        | 1      | 0           | 0          |
| V. Koman       | 6        | 0       | 0           | 1          | 0        | 0        | 0           | 0          | 1            | 0            | 0            | 0            | 7        | 0      | 0           | 1          |
| N. Krsticic    | 13       | 0       | 1           | 0          | 0        | 0        | 0           | 0          | 0            | 0            | 0            | 0            | 13       | 0      | 1           | 0          |
| Z. Laczko      | 26       | 0       | 1           | 0          | 1        | 0        | 0           | 0          | 1            | 0            | 1            | 0            | 28       | 0      | 2           | 0          |
| M. Maccarone   | 11       | 3       | 0           | 0          | 0        | 0        | 0           | 0          | 1            | 1            | 0            | 0            | 12       | 4      | 0           | 0          |
| G. Munari      | 16       | 1       | 5           | 0          | 4        | 0        | 1           | 0          | 0            | 0            | 0            | 0            | 20       | 1      | 6           | 0          |
| S. Mustafi     | 1        | 0       | 0           | 0          | 0        | 0        | 0           | 0          | 0            | 0            | 0            | 0            | 1        | 0      | 0           | 0          |
| P. Obiang      | 29       | 0       | 10          | 0          | 4        | 0        | 1           | 0          | 1            | 0            | 1            | 0            | 34       | 0      | 12          | 0          |
| M. Padalino    | 13       | 0       | 1           | 0          | 0        | 0        | 0           | 0          | 2            | 0            | 0            | 0            | 15       | 0      | 1           | 0          |
| A. Palombo     | 23       | 1       | 3           | 0          | 0        | 0        | 0           | 0          | 2            | 0            | 0            | 0            | 25       | 1      | 3           | 0          |
| G. Pellè       | 12       | 4       | 1           | 1          | 4        | 0        | 0           | 0          | 0            | 0            | 0            | 0            | 16       | 4      | 1           | 1          |
| F. Piovaccari  | 17       | 2       | 0           | 0          | 0        | 0        | 0           | 0          | 1            | 0            | 0            | 0            | 18       | 2      | 0           | 0          |
| A. Poli        | 0        | 0       | 0           | 0          | 0        | 0        | 0           | 0          | 1            | 0            | 0            | 0            | 1        | 0      | 0           | 0          |
| N. Pozzi       | 28       | 15      | 3           | 1          | 4        | 4        | 2           | 0          | 2            | 1            | 1            | 0            | 34       | 20     | 6           | 1          |
| Renan          | 14       | 0       | 4           | 0          | 4        | 0        | 1           | 0          | 0            | 0            | 0            | 0            | 18       | 0      | 5           | 0          |
| A. Rispoli     | 30       | 0       | 2           | 1          | 4        | 0        | 0           | 0          | 0            | 0            | 0            | 0            | 34       | 0      | 2           | 1          |
| S. Romero      | 29       | -24     | 5           | 0          | 1        | -2       | 0           | 0          | 0            | 0            | 0            | 0            | 30       | -26    | 5           | 0          |
| J. Rossini     | 26       | 0       | 3           | 0          | 4        | 0        | 1           | 0          | 1            | 0            | 0            | 0            | 31       | 0      | 4           | 0          |
| P. Sammarco    | 0        | 0       | 0           | 0          | 0        | 0        | 0           | 0          | 2            | 1            | 0            | 0            | 2        | 1      | 0           | 0          |
| F. Semioli     | 18       | 0       | 1           | 0          | 0        | 0        | 0           | 0          | 1            | 0            | 0            | 0            | 19       | 0      | 1           | 0          |
| F. Signori     | 0        | 0       | 0           | 0          | 0        | 0        | 0           | 0          | 0            | 0            | 0            | 0            | 0        | 0      | 0           | 0          |
| R. Soriano     | 13       | 1       | 1           | 1          | 3        | 0        | 0           | 0          | 0            | 0            | 0            | 0            | 16       | 1      | 1           | 1          |
| A. Tozzo       | 0        | 0       | 0           | 0          | 0        | 0        | 0           | 0          | 0            | 0            | 0            | 0            | 0        | 0      | 0           | 0          |
| M. Volta       | 22       | 2       | 10          | 0          | 1        | 0        | 0           | 0          | 1            | 0            | 0            | 0            | 24       | 2      | 10          | 0          |